# 鶴萩古墳
鶴萩古墳（つるはぎこふん）は、長野県長野市篠ノ井塩崎にある古墳。形状は円墳。長野市指定史跡に指定されている。

## 概要
長野県北部、千曲川西岸の薬師山東麓に築造された古墳である。これまでに発掘調査は実施されていない。
墳形は円形で、直径15.5メートル・高さ2.9メートルを測る。墳丘は土石混合墳丘。埋葬施設は両袖式の横穴式石室で、南東方向に開口する。石室内の副葬品は詳らかでない。巨石を使用した石室で、羨道の一部が破壊されているものの良好な保存状態で遺存する。築造時期は古墳時代後期の6世紀後半（または7世紀代）頃と推定される。
古墳域は1965年（昭和40年）に長野市指定史跡に指定されている。

## 埋葬施設

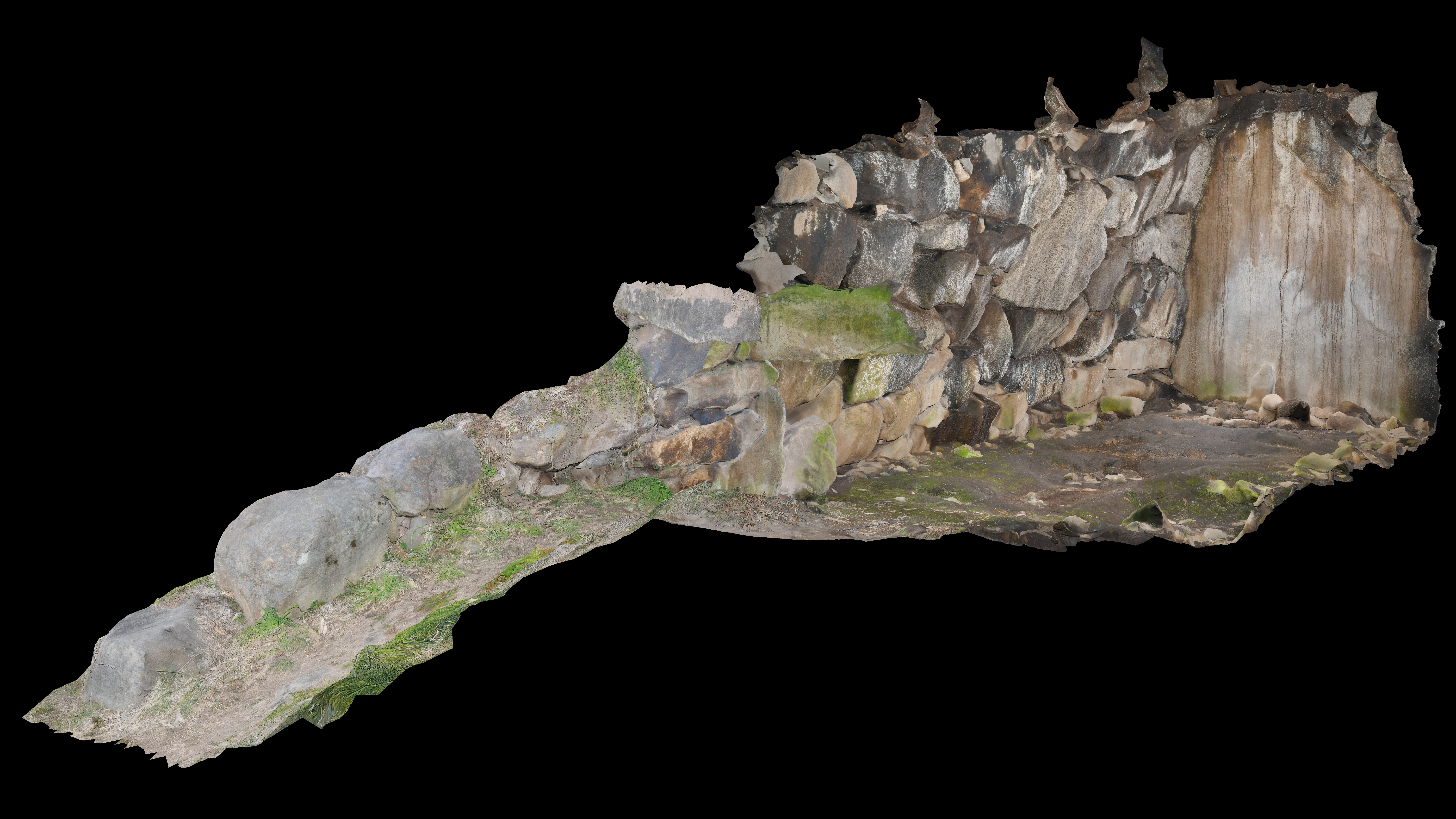
石室パース図

石室展開図

埋葬施設としては両袖式横穴式石室が構築されており、南東方向に開口する。石室の規模は次の通り。
- 石室全長：9.5メートル
- 玄室：長さ6.7メートル、幅2.8メートル、高さ2.8メートル
- 羨道：長さ3.9メートル、幅0.75メートル

石室の石材には大型の石が使用される。玄室の平面形は胴張りで、側壁は内側に持ち送る。奥壁は1枚石。羨道の一部は破壊されている。

石室俯瞰図
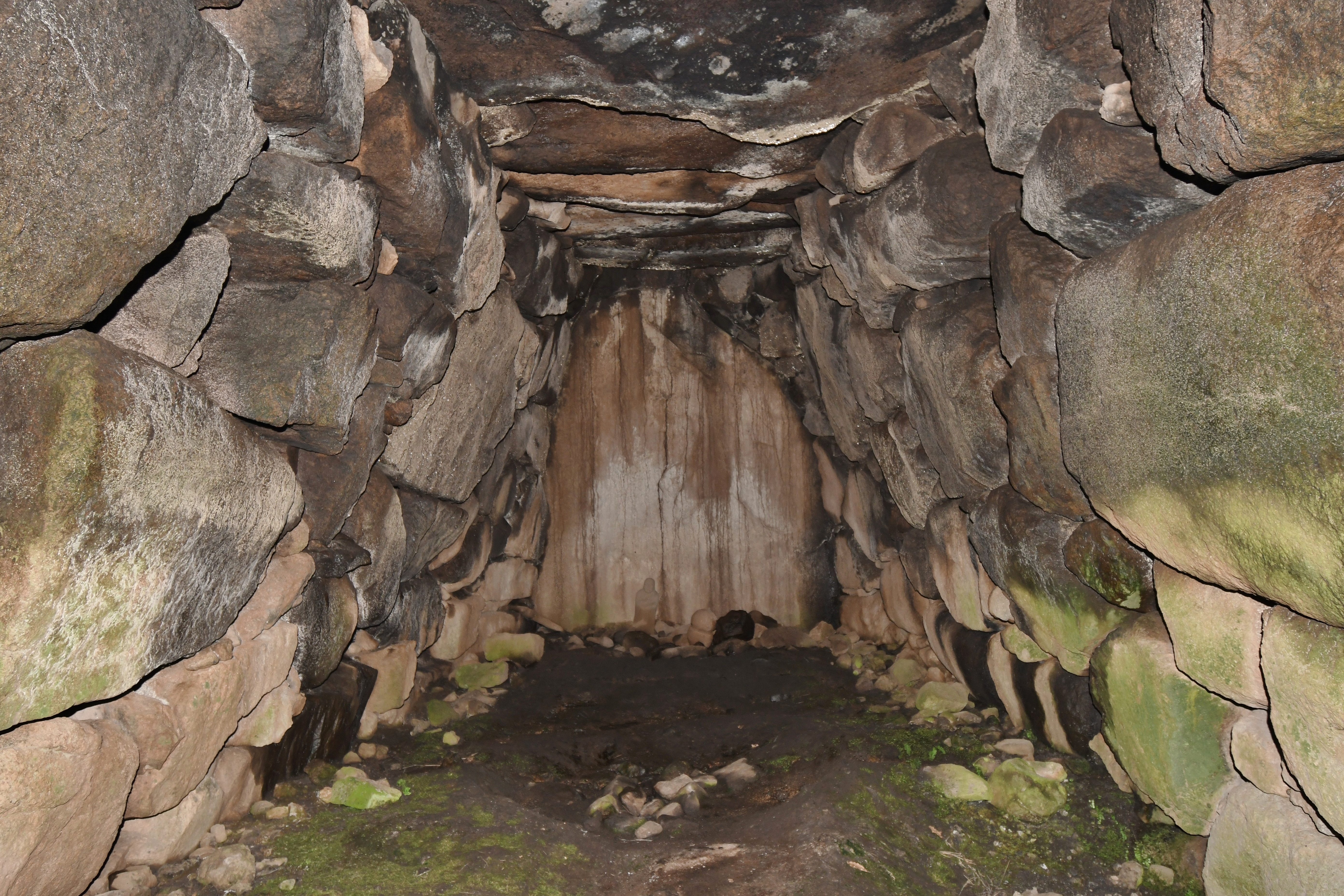
玄室（奥壁方向）
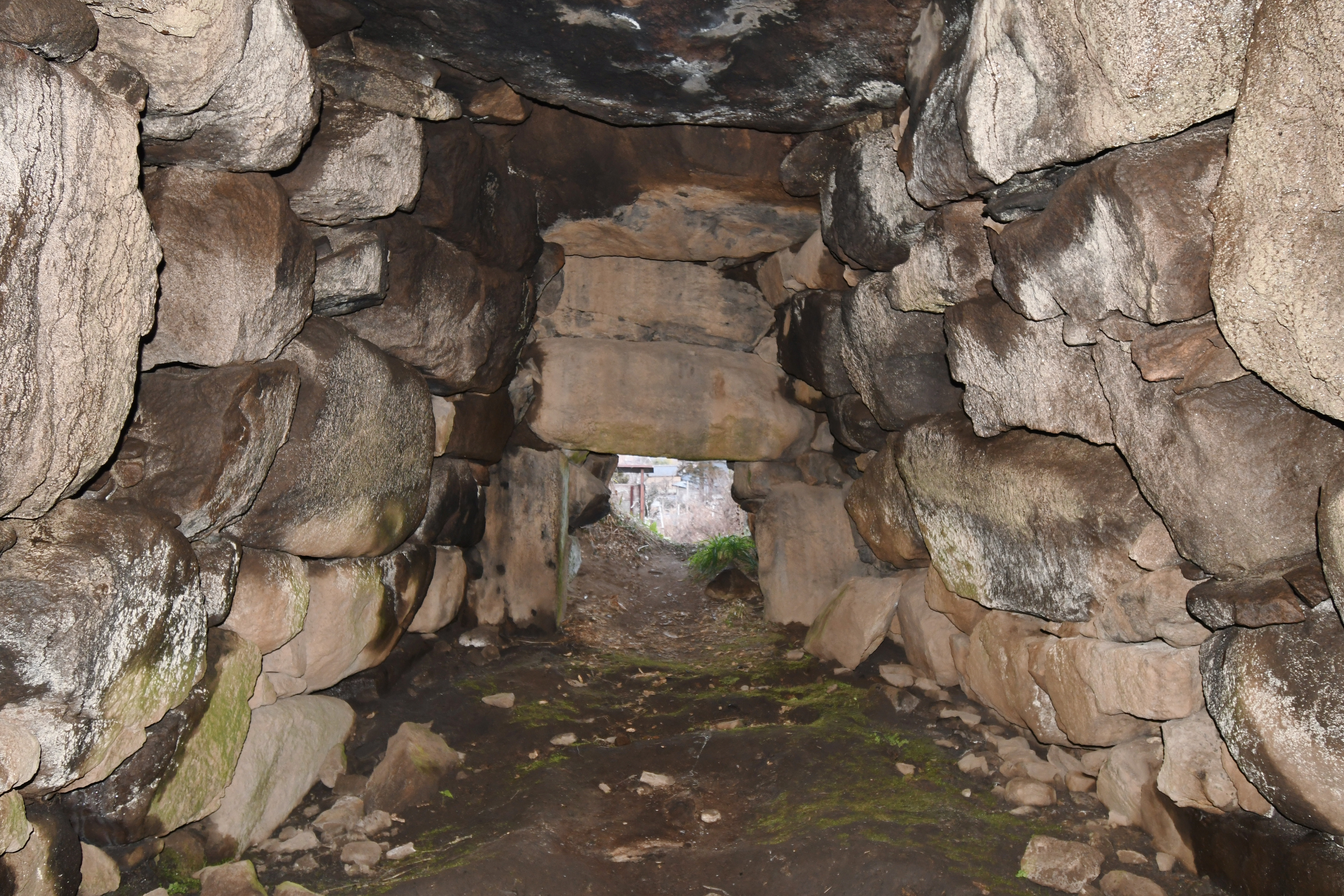
玄室（開口部方向）
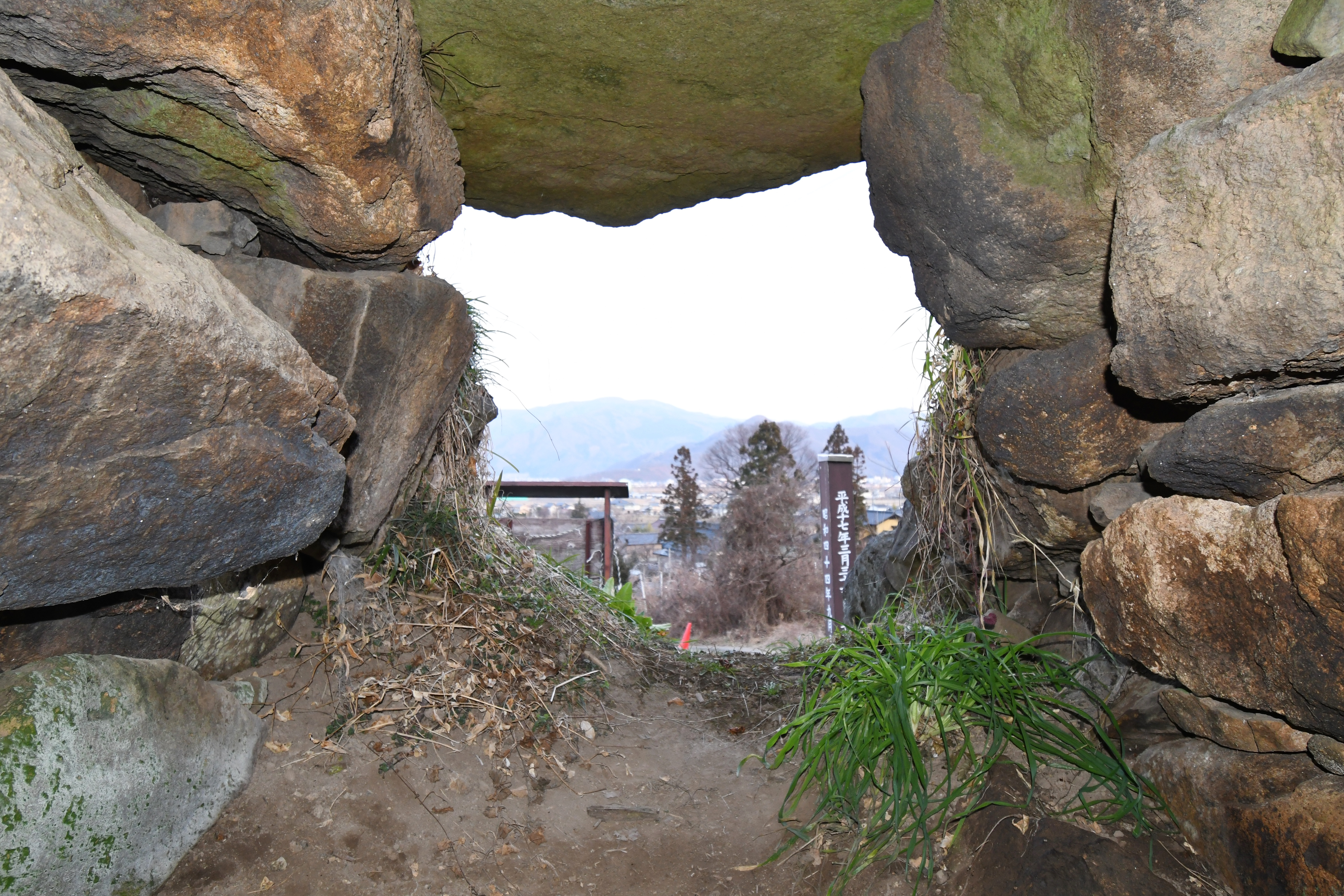
羨道（開口部方向）
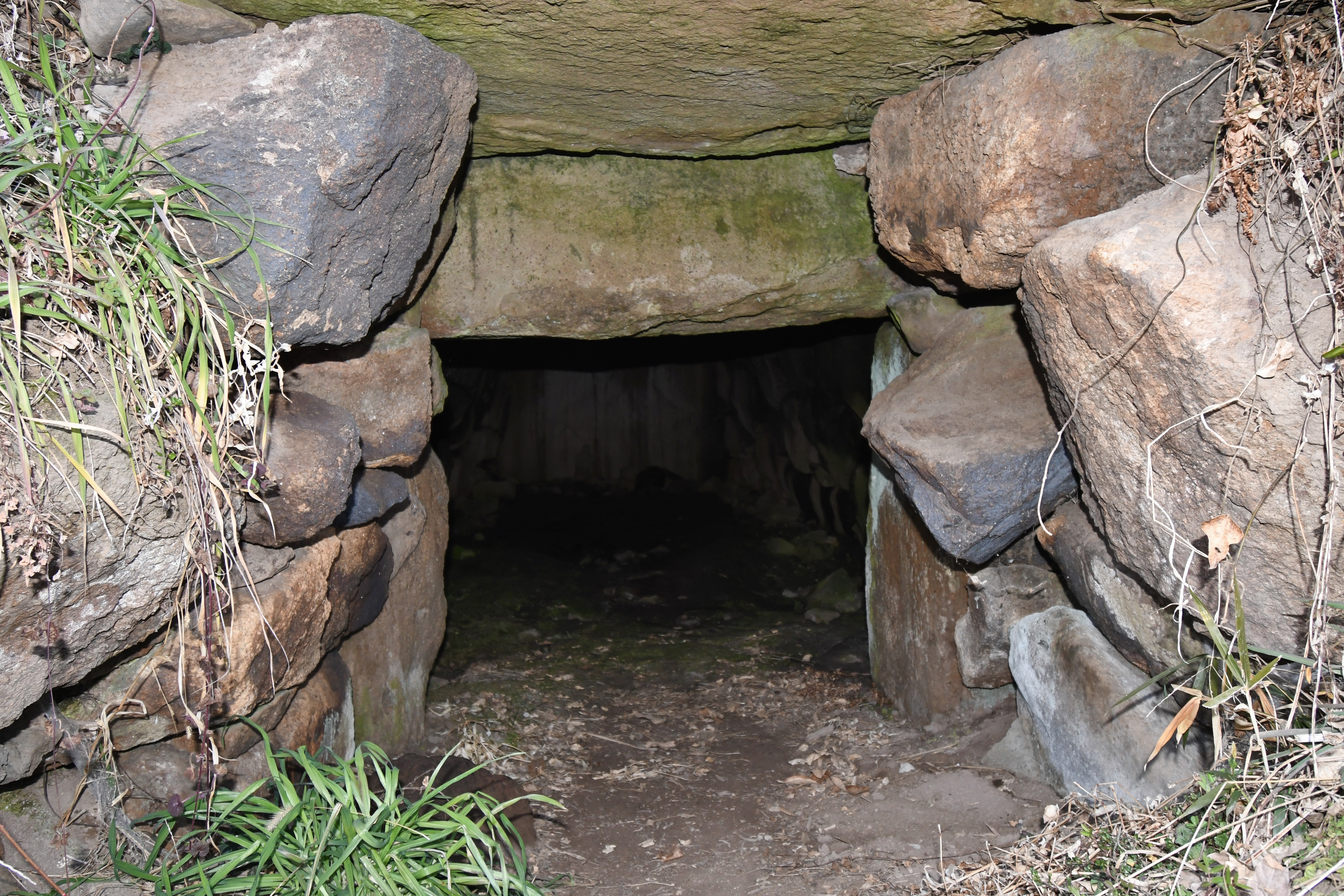
羨道（玄室方向）
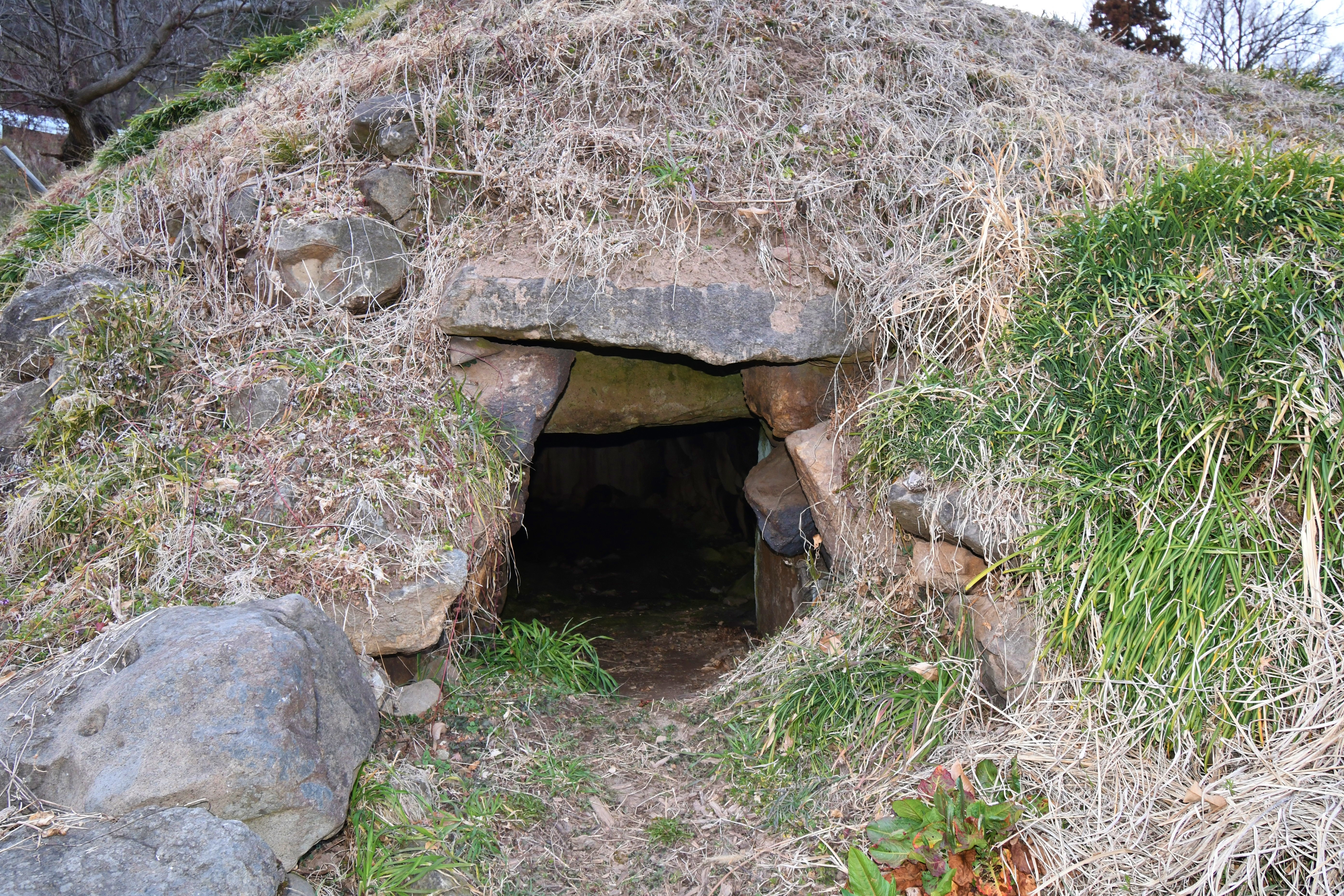
開口部

## 文化財

### 長野市指定文化財
- 史跡
  - 鶴萩古墳 - 所有者は長谷寺。1965年（昭和40年）9月10日指定[3][2]。